# Tanacetum nitens
Tanacetum nitens — вид рослин з роду пижмо (Tanacetum) й родини айстрових (Asteraceae), поширений в азійській Туреччині.

## Опис
Рослина шовковисто волосиста. Листки довгасті, на ніжках, перисторозсічені; сегменти лінійно-ланцетні, гострі, майже цілі. Квіткові голови численні в складному щитку. Язичкові квітки кулясті, тридольні.

## Середовище проживання
Поширений в азійській Туреччині. Населяє гірські схили.